# Hasse-elv
Helmut Hasse lokális-globális elve, azaz a Hasse-elv az algebrai számelmélet területén az az elképzelés, mely szerint egy egyenlet egész megoldásai megtalálhatók oly módon, hogy a kínai maradéktétel segítségével összefűzzük a megoldásokat modulo minden prímszámhatványra nézve. Ez úgy történik, hogy megvizsgáljuk az egyenletet a racionális számok testének teljessé tételeire nézve, tehát a valós számokra és a p-adikus számokra minden p prímre. A Hasse-elv formálisabb verziójának megfogalmazása szerint bizonyos fajta egyenleteknek akkor és csak akkor van racionális megoldása, ha van megoldásuk a valós számokon és megoldhatók a p-adikus számokon minden p prímre.
A lokális-globális elv teljesül például a kvadratikus alakokból származó egyenletekre, de nem teljesül a magasabb fokú, többhatározatlanú polinomokra.

## Intuíció
Tekintsünk egy racionális együtthatós polinomot. Ha létezik racionális megoldása, akkor kell lennie valós és p-adikus számkörbeli megoldásának is, hiszen ezek tartalmazzák a racionális számokat; egy globális megoldás minden prímre lokális megoldásokat is ad. A Hasse-elv azt vizsgálja, mikor tehető meg ennek az ellenkezője, pontosabban, mi akadálya, hogy megfordítsuk a folyamatot: mikor vehetők egybe a valós számokon és a p-adikus számokon kapott megoldások, hogy a racionális számok körébe tartozó megoldást kapjunk, azaz, mikor egyesíthetők a lokális megoldások egy globális megoldássá?
A kérdés feltehető más gyűrűkre vagy testekre nézve is.